# Upplands runinskrifter 703
Upplands runinskrifter 703 är en vikingatida runsten av granit i Västra Väppeby, Veckholms socken och Enköpings kommun. Runstenen är 2,3 meter hög och 1,7 meter bred. Runhöjden är 6-8 centimeter. Stenen hittades i början av 1900-talet men sprängdes sönder i mer än hundra bitar innan man insåg att det var en runsten. Den lagades och restes 1927. Runstenen är rest ungefär 60 meter öster om fyndplatsen och sin, troligen, ursprungliga plats.
Runstenen är inte signerad, men med största säkerhet ristad av Balle. Ordet "målsnäll" på ristningen betyder "talför".

## Inskriften
Translitterering av runraden:
: -sui · let [·] rnisa · stain [·] þisa · at · anulf · sun · sen · koþan ·· han · byki · her ...- · mantr · matar · -o-r · auk · mls · ri(s)ia ·
Normalisering till runsvenska:
[A]svi let ræisa stæin þennsa at Arnulf, sun sinn goðan. Hann byggi her ..., mandr mataʀ [g]o[ð]r ok mals risinn.
Översättning till nusvenska:
Åsvi lät resa denna sten efter Arnulv, sin gode son. Han bodde här ..., en gästfri och målsnäll man.